# Oldoini (famiglia)
Gli Oldoini sono una nobile famiglia italiana, originaria di Cremona, instauratasi prima a Genova e poi alla Spezia nella seconda metà del XV secolo.

## Storia

### Origini

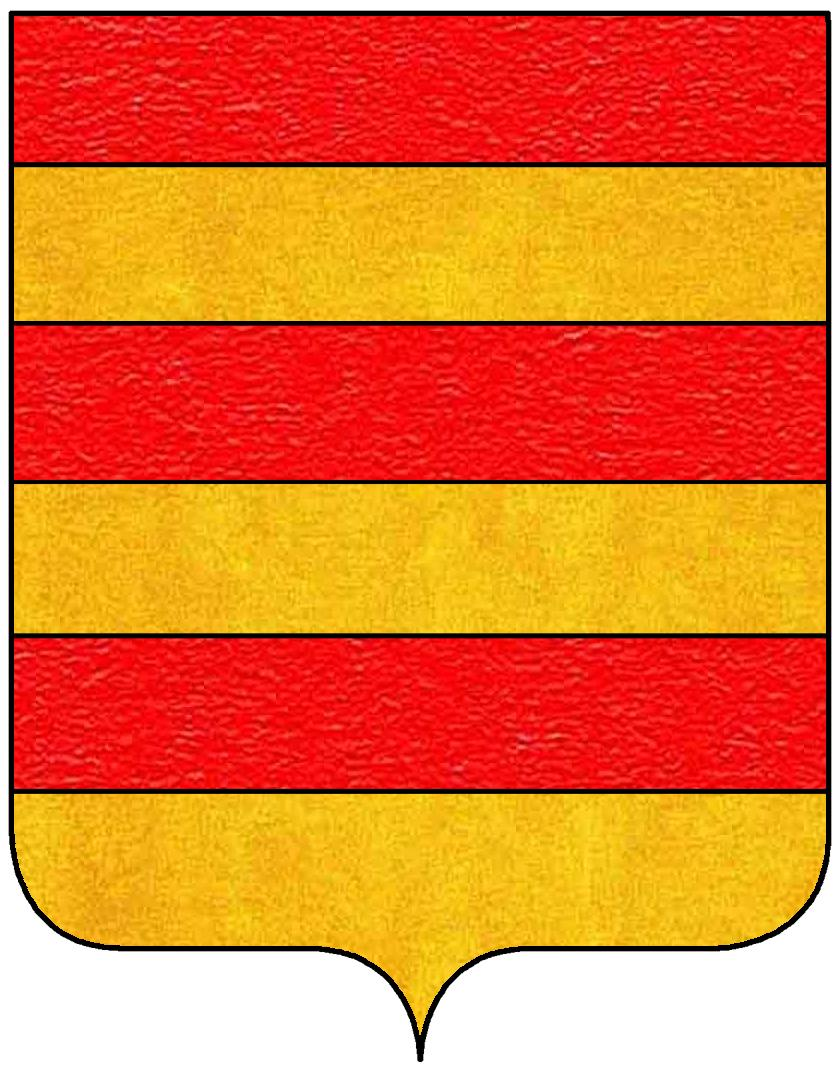
Stemma di Casa Oldoini di Cremona

Gli Oldoini (detti anche Dozzoli) si sarebbero trasferiti da Cremona a Genova nel 1424 con Antonio, luogotenente del conte di Carmagnola, governatore della città. 
Un Giovan Battista si trasferì a Pontremoli, poi a Brugnato ed infine alla Spezia, dove stabilì la sua dimora. La famiglia  mantenne però sempre stretti legami con Genova dove fu ascritta alla nobiltà nel 1528 nell'albergo De Fornari.

### Ascesa
Tra i personaggi di spicco si ricordano i fratelli Agostino, gesuita, e Bernardo, storici vissuti nella prima metà del XVII secolo. 
Un Bernardo Oldoini è stato governatore di Chiavari nel 1776 e 1777.
Gli Oldoini si divisero in tre linee, la più conosciuta delle quali terminò con Virginia, contessa di Castiglione, figlia di Filippo, ambasciatore e diplomatico, discendente da Grimaldo e Maddalena Cocchi.
Alla Spezia, la famiglia risiedeva nell'omonimo palazzo e nella Villa La Contessa, nel borgo collinare di Toracca.